# Felice Schragenheim

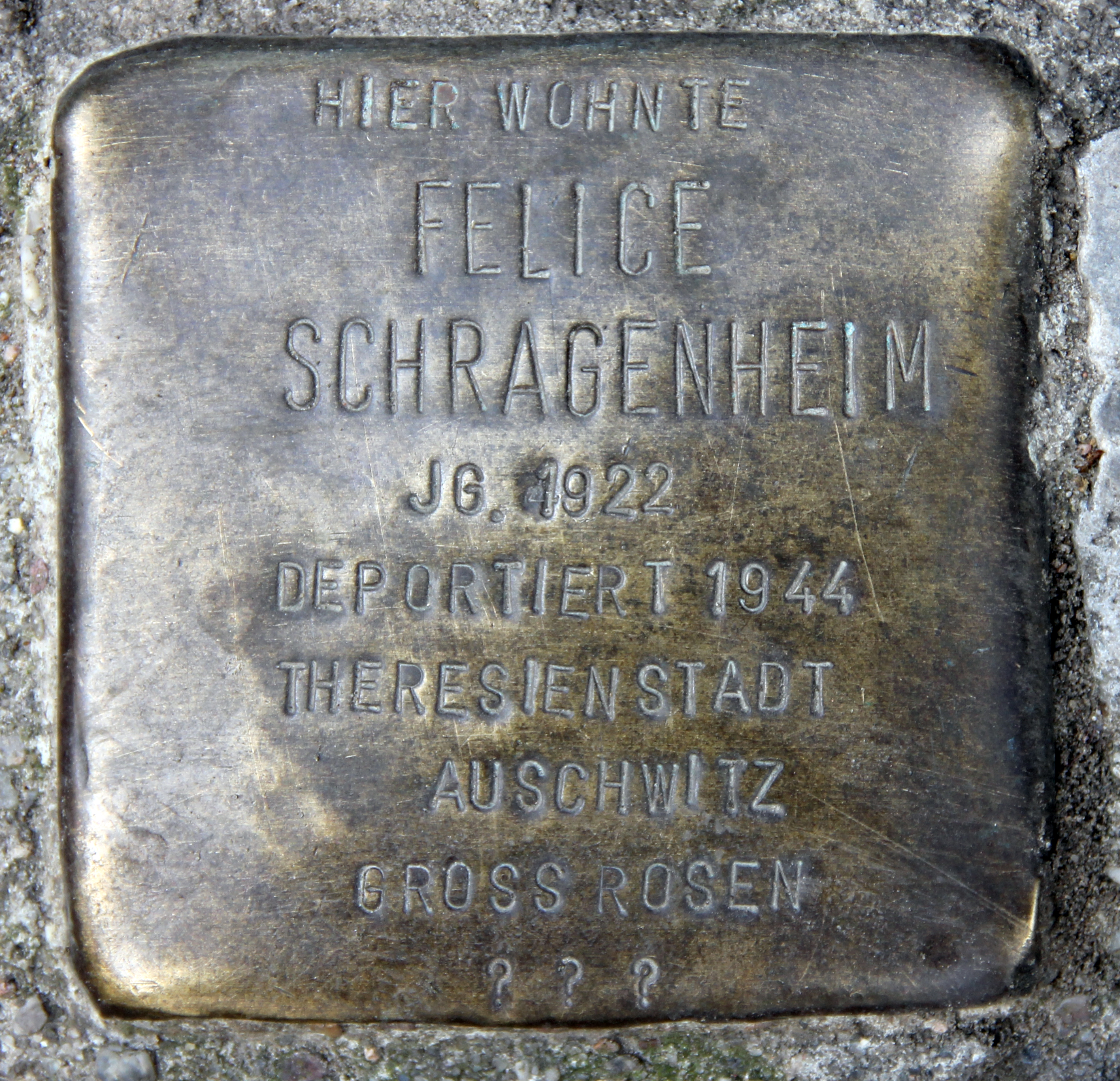
Stolperstein delante del número 23 de la Friedrichshaller Straße 23, en Berlín.

Felice Rachel Schragenheim (Berlín, 9 de marzo de 1922 - posiblemente a principios de 1945 en el transporte a Bergen-Belsen) fue una periodista alemana, que falleció a causa del genocidio contra los judíos organizado por los nazis. De forma póstuma consiguió fama como protagonista del libro Aimée y Jaguar de Erica Fischer y de la película del mismo nombre, Aimée y Jaguar.

## Vida

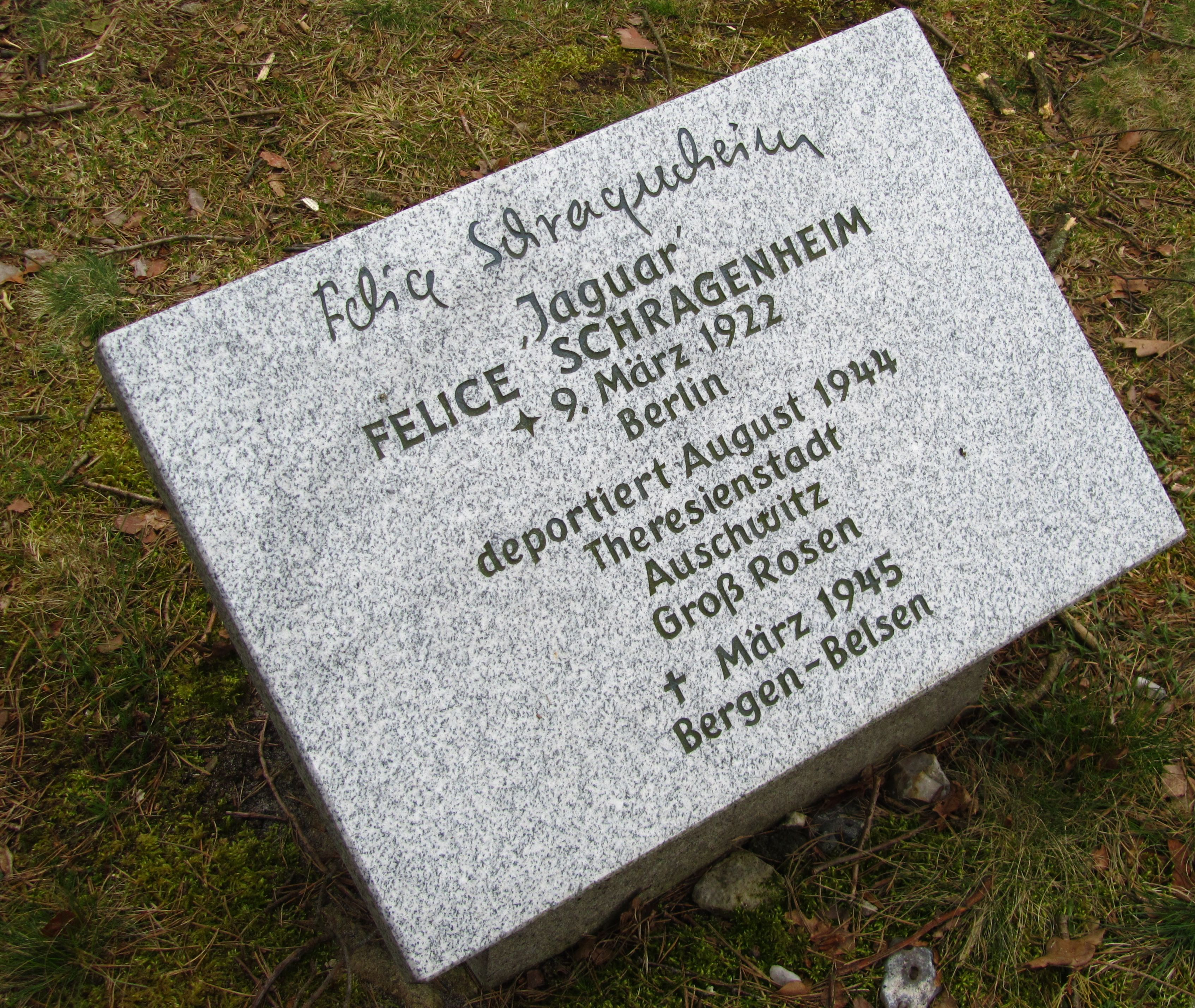
Estela conmemorativa dedicada a Schragenheim en Bergen-Belsen.

Felice Schragenheim era judía y trabajaba, además de su profesión como periodista, en la resistencia, tras fracasar en varios intentos de abandonar Alemania. Bajo el nombre falso de «Felice Schrader», trabajaba en una publicación nazi, cuya información pasaba luego a la resistencia judía.
Se sabe que era una poetisa de cierto talento, poemas «del estilo de Mascha Kaléko», como recuerda Helga Brinitzer. En verano de 1942 conoció y se enamoró de Lilly Wust, nazi convencida, esposa de un héroe de guerra, madre de cuatro hijos, condecorada por sus servicios al estado. Felice llamaba a Lilly Aimée y Lilly llamaba a Felice Jaguar. A los cuatro meses de conocerse, Felice se trasladó a vivir con Lilly. Wust tardó en descubrir que Schragenheim era judía y trabajaba en la resistencia, lo que le hizo replantearse sus ideas. Ambas mantuvieron su relación a pesar de ello, una relación que a todos los efectos era equivalente a un matrimonio.
El 21 de agosto de 1944, de vuelta de una excursión al lago Havel, Felice Schragenheim fue detenida por la Gestapo y trasladada al un campo de concentración por ser judía. Según la base de datos del museo Yad Vashem, fue deportada el 8 de septiembre de 1944 en el tren «Transport I/116» de Berlín a Theresienstadt. Allí Wust trató de usar su influencia para visitarla, pero fue rechazada por el oficial al mando del campo. El 9 de octubre de 1944 fue trasladada en el tren «Transport Ep» de Theresienstadt al campo de exterminio de Auschwitz-Birkenau.
El día y lugar de su fallecimiento son desconocidos; probablemente falleció en una marcha de la muerte que partió del campo de concentración de Gross-Rosen, pero quizá fuese tras la llegada en el campo de concentración de Bergen-Belsen. El 14 de febrero de 1948, Felice Schragenheim fue declarada como fallecida por el juzgado de Berlin-Charlottenburg, que colocó pro forma la fecha de fallecimiento el 31 de diciembre de 1944.

## Libro y película «Aimée y Jaguar»
La vida de ambas mujeres está novelada en el libro Aimée & Jaguar de Erica Fischer, publicado en 1994, que sirvió de fundamento para la película Aimée y Jaguar. El libro se basa en los recuerdos y extractos del diario de Lilly Wust, así como de testigos de la época, y contiene cartas y poemas de ambas. Al contrario que en la película, no se crean tramas dramatúrgicas o parcialmente ficticias. 
Algunos testigos de la época criticaron el libro y la película. Según ellos, la supuesta historia de amor entre Felice Schragenheim y Lilly Wust en realidad estaría caracterizada por la dependencia de Schragenheim. Elenai Predski-Kramer, una amiga de Felice Schragenheim, manifestó la sospecha de que la misma Lilly Wust podría haber delatado a Felice Schragenheim a la Gestapo, de lo que sin embargo no existen pruebas.

## Otros homenajes
Maria Schrader, que tomó el papel de Felice Schragenheim en Aimée y Jaguar, le dedicó en 2007 su primer trabajo en la dirección de una película, Liebesleben: «For Felice».
Oskar Ansull creó Felices Bücher – Die Bücher der Felice Schragenheim, 1922–1945 («Los libros de Felice – Los libros de Felice Schragenheim, 1922–194»), una representación y lectura de los libros que Felice Schragenheim pensaba llevarse para un viaje. En la obra se trata de mostrar la mentalidad y el trasfondo cultural de las mujeres jóvenes de Berlín en las décadas de 1930 y 40. La producción fue representada más de 100 veces en toda Alemania.